# Mrač
Mrač (Duits: Mratsch) is een Tsjechische gemeente in de regio Midden-Bohemen en maakt deel uit van het district Benešov. Het dorp ligt op 5 kilometer afstand van de stad Benešov.
Mrač telt 870 inwoners (2025).

## Geografie
De gemeente bestaat uit de volgende plaatsen:
- Mrač;
- Podmračí.

## Geschiedenis
De eerste schriftelijke vermelding van het dorp dateert van 1318.
Sinds 1850 is Mrač ondergebracht bij het district Benešov. Het wapen en de vlag werden op 18 april 2014 aan de gemeente toegekend bij besluit van de voorzitter van de Kamer van Afgevaardigden van het Parlement van de Tsjechische Republiek.

## Verkeer en vervoer

### Autowegen
Mrač is te bereiken via diverse regionale wegen. 

### Spoorlijnen
Station Mrač ligt aan spoorlijn 221 Praag - Benešov. De spoorlijn werd in 1871 geopend.

### Buslijnen
Er één bushalte in de gemeente:
| Halte      | Lijn(en) | Traject(en)           | Vervoerder(s) |
| ---------- | -------- | --------------------- | ------------- |
| Mrač, Obec | 337      | Benešov - Budějovická | Arriva City   |

## Geboren in Mrač
- František Jan Mošner (1797–1876), arts, professor en rektor

## Bezienswaardigheden
- Fort Mrač

## Galerij

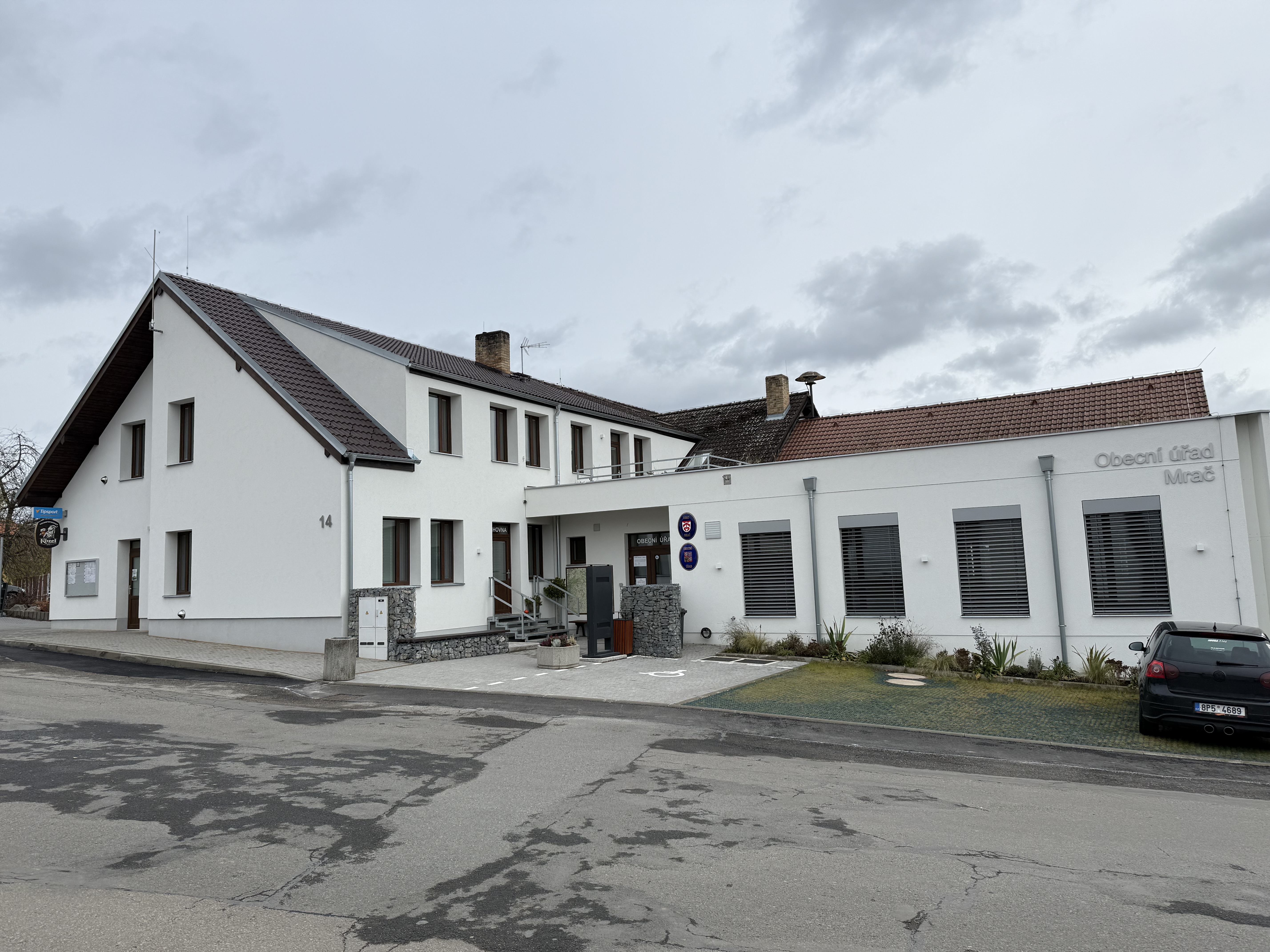
Gemeentehuis (2024)
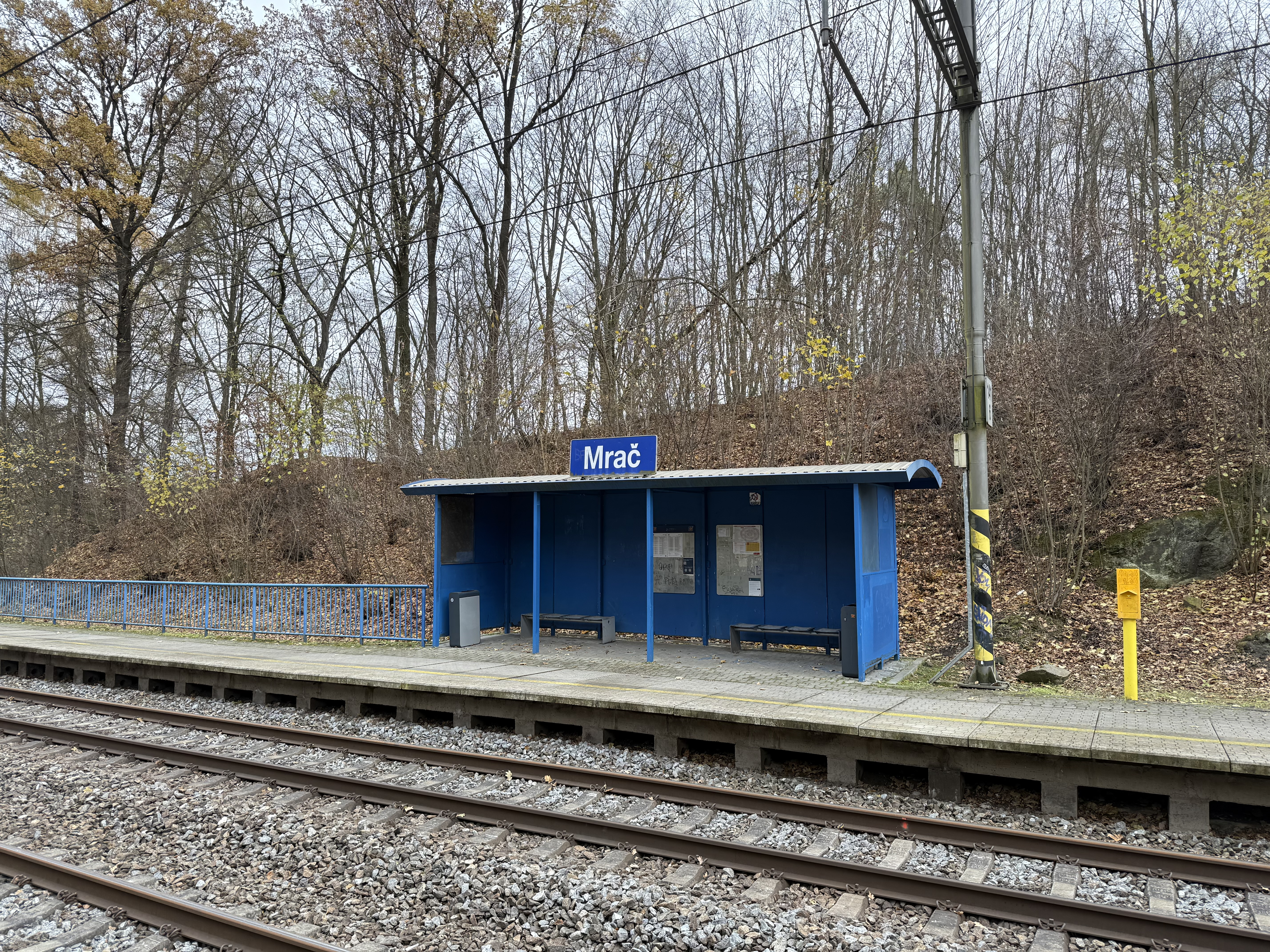
Station Mrač (2024)
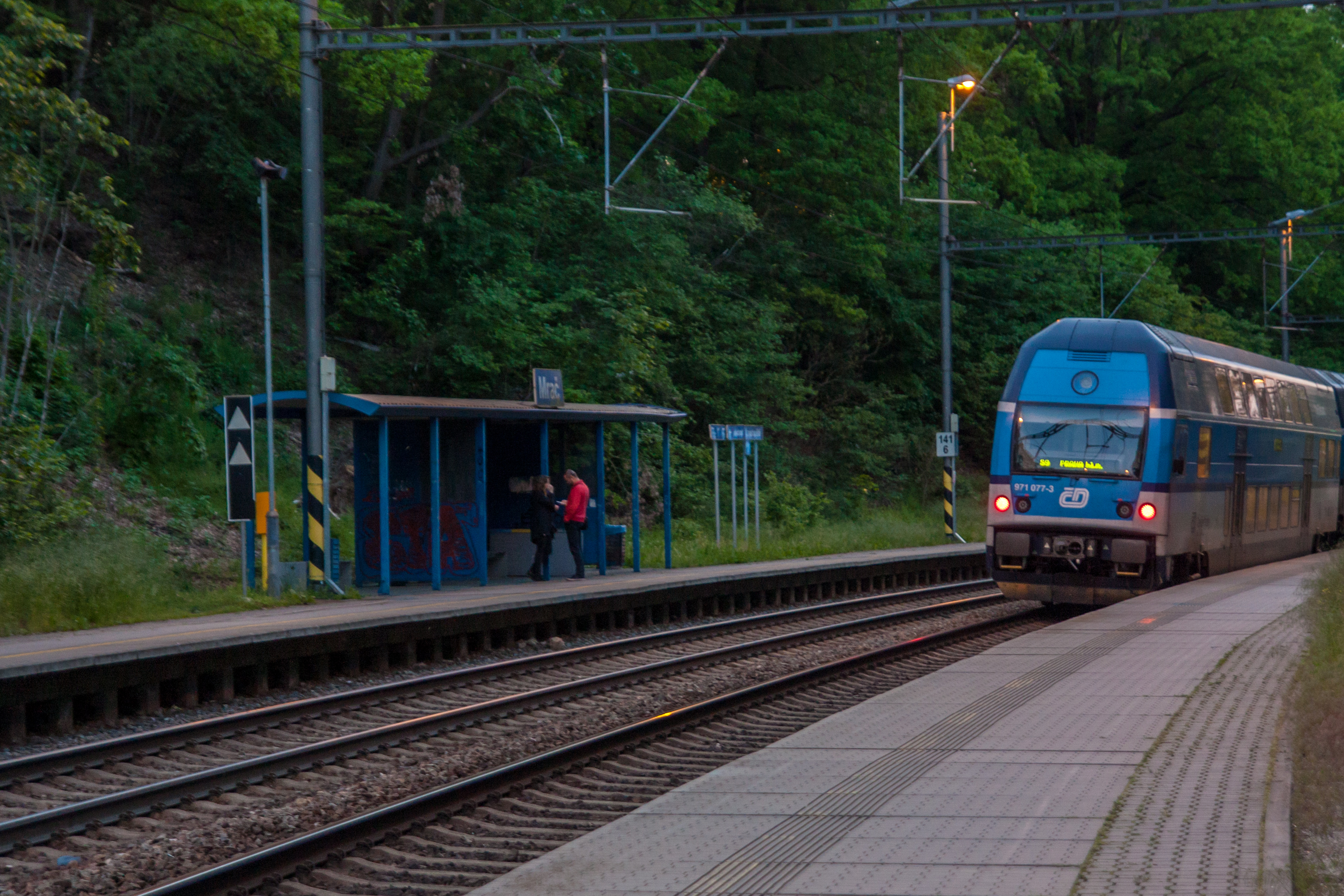
Trein op het station (2019)
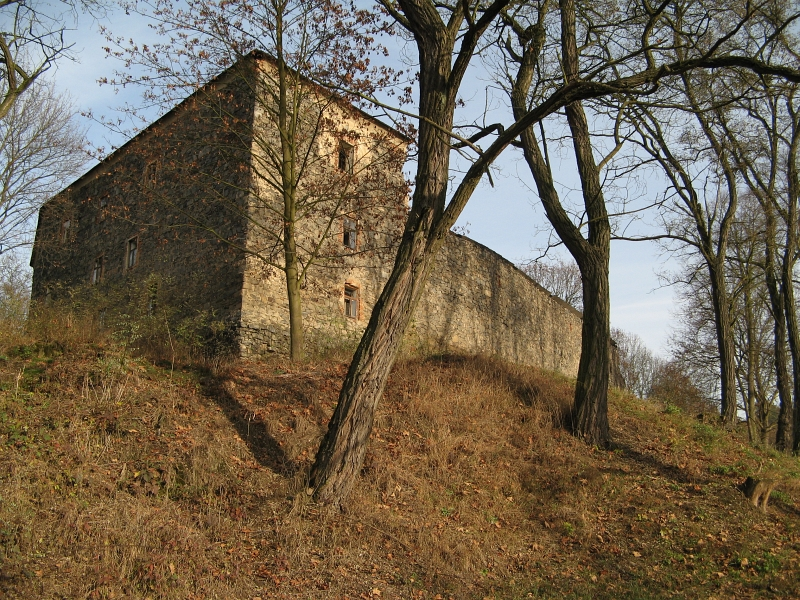
Fort (2009)
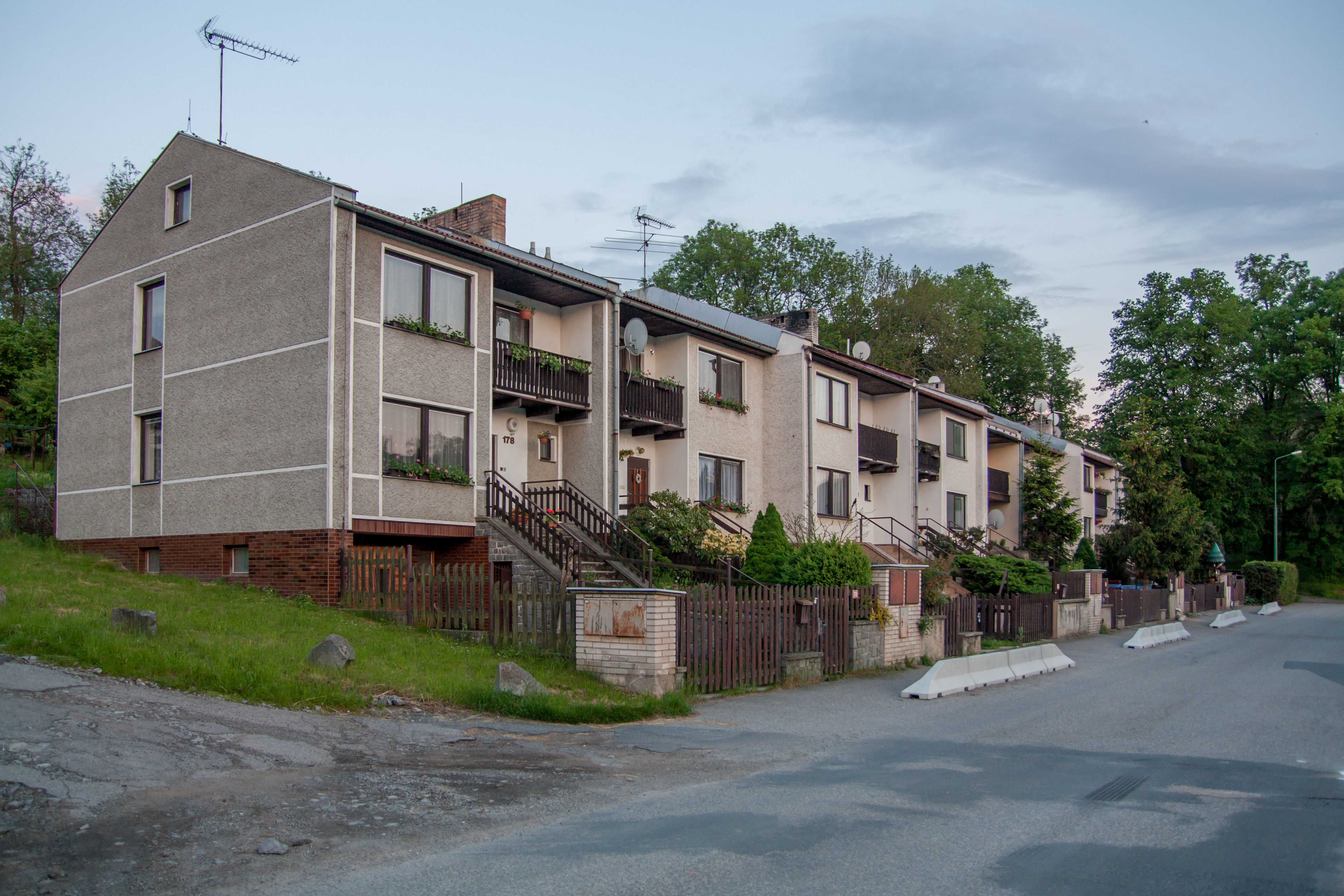
Appartementsgebouw (2019)
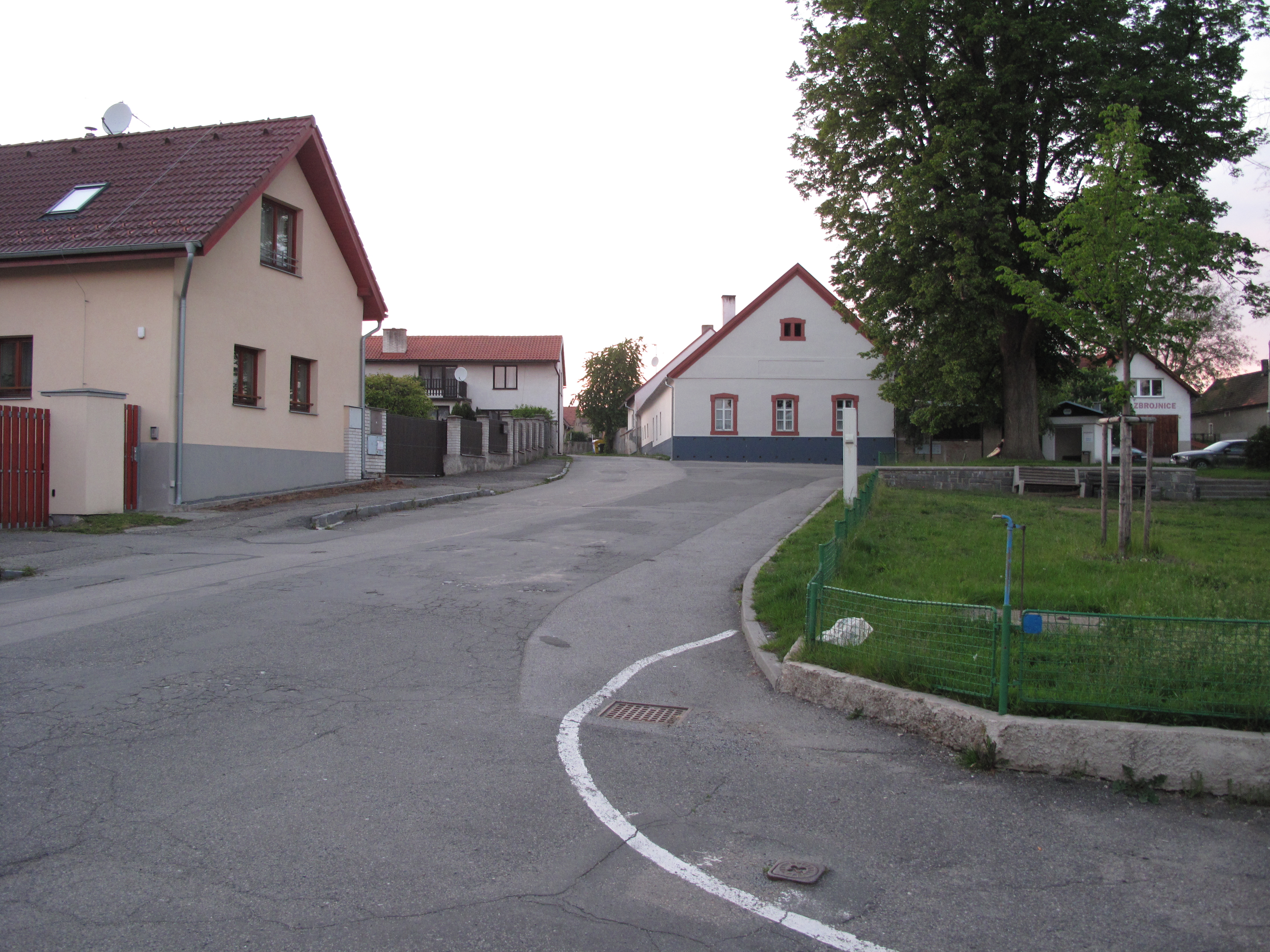
Huizen in het dorp (2019)
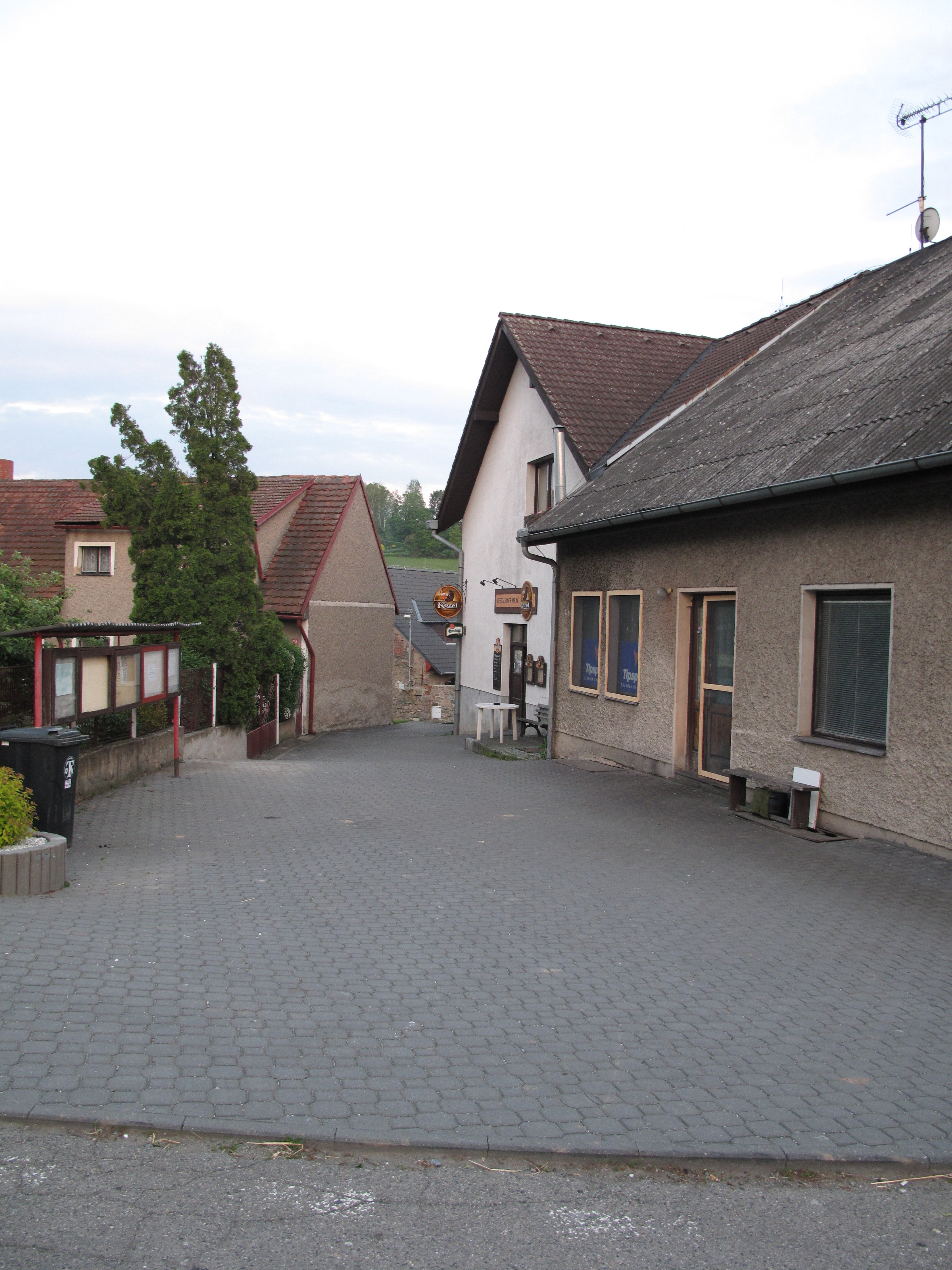
Dorpscafé (2019)